# No taxation without representation
No taxation without representation ("No hi ha tributació sense representació") és un lema originat entre les dècades de 1750 i 1760 que recollia les queixes dels colons de les Tretze Colònies cap a les autoritats britàniques. Molts dels colons nord-americans consideraven que, com no estaven directament representats al Parlament Britànic, qualsevol llei que aprovés la creació d'impostos sobre els colons (com la Llei del sucre o la Llei del timbre) eren il·legals segons la Bill of Rights de 1689. Aquesta va ser una de les principals causes de la Revolució Americana. La importància d'aquest principi ha estat clau en el desenvolupament del Dret constitucional.
Jonathan Mayhew, pastor de l'Església del Vell Oest, va emprar la frase "no hi ha tributació sense representació" en un sermó l'any 1750. La frase reviu un sentiment que va causar la Guerra Civil anglesa, després de la negativa del diputat John Hampden de pagar l'impost per a l'equipament de naus ("ship money")."No hi ha tributació sense representació,", el context de l'aplicació d'impostos per a Amèrica i Gran Bretanya, va aparèixer per primera vegada al febrer de 1768, publicada per la Revista de Londres, pàgina 89, en la impressió del "Discurs sobre el projecte de llei de declaració de sobirania de Gran Bretanya sobre les colònies" de Lord Camden.

## Prèvia de la Revolució
El Parlament anglès havia controlat el comerç colonial, van gravar les importacions i les exportacions des de 1660. Cap a la dècada de 1760, els americans estaven sent privats d'un dret establert en la Bill of Rights de 1689, la qual prohibia la imposició d'impostos sense el consentiment del Parlament. Ja que els colons no tenien cap representació al Parlament, els impostos violaven els drets de representació garantits per Anglaterra. El Parlament va sostenir inicialment que els colons tenien representació virtual, una idea que "va trobar poc suport en ambdós costats de l'Atlàntic".John Dunmore Lang va escriure el 1852, "la persona que primer va suggerir la idea de representació parlamentària per a les colònies sembla que ha estat Oldmixon, un analista nord-americà de l'època de la Reina Anna o Jordi I. A més, va comptar amb l'aprovació d'Adam Smith sent defensada durant un període, no obstant això, aquesta idea va ser fermament rebutjada pel president Benjamin Franklin."
El 1768 es va escriure a Virgínia la "Petition, Memorial and Remostrance" en clara oposició a aquest tribut, la qual va ser enviada al Govern britànic, que aparentment va ignorar la petició.

## Revolució de lesTretze Colònies
La representació virtual va ser totalment rebutjada en les colònies, que assenyalaven que allò "virtual" només era una mostra de corrupció política, incompatible amb la creença que el govern deriva els seus poders del consentiment dels governats.
El 1765, l'advocat americà i polític James Otis, Jr., van respondre a les objeccions de Soame Jenyns als nous tributs imposats en les colònies americanes, per la legislatura de Gran Bretanya, en una publicació titulada "Consideracions en nom dels colons, en una carta a un Noble Senyor". Va escriure, "quin propòsit tenen els canvis als colons en els casos de Manchester, Birmingham i Sheffield, ¿per què no tornar-los membres? Si no estan representats els llocs ara tan considerables, això hagués de ser."